# Julieta Cruz
Julieta Cruz Navarette (General Alvear, 4 giugno 1996) è una calciatrice argentina, difensore del Boca Juniors e della nazionale femminile argentina.

## Palmarès

### Club
- Campionato argentino: 4

Boca Juniors: Transición 2020, Clausura 2021, 2022, 2023
- Superfinal: 1

Boca Juniors: 2021